# Hub.berlin
Die hub.berlin ist ein Kongress des Digitalverbands Bitkom, der sich selbst als Business-Festival bezeichnet, zu den Themen Digitalisierung der Wirtschaft, disruptive Geschäftsmodelle, Technologien und Start-ups in Berlin. Im Jahr 2019 waren rund 8.000 Teilnehmer auf der Veranstaltung.

## Geschichte
Im Jahr 2012 veranstaltete Bitkom zum ersten Mal die Konferenz unter dem Namen Bitkom-Trendkongress im Kosmos Berlin. Die Themen der Veranstaltung 2012 waren Mobile Adventures, Social Innovation und Information 2020. Ein Jahr später wechselte der Trendkongress in die Station Berlin und behandelte als Schwerpunkt die digitale Wirtschaft. Unter dem Motto „Exploring Digital Horizons“ fand der Trendkongress 2014 mit 1400 Teilnehmern in Berlin statt. Seit 2017 wird der Bitkom-Trendkongress unter dem Namen hub.berlin weitergeführt und richtet sich seitdem an ein internationales Publikum. Nach pandemiebedingter Pause wurde die hub.berlin im Jahr 2022 erstmalig im Funkhaus Berlin ausgerichtet.

### Rednerauswahl
Bei der Veranstaltung sprechen sowohl nationale als auch internationale Vertreter von Großkonzernen, Start-ups, Mittelständlern, Venture-Capital-Fonds sowie von Politik und Wissenschaft.
| Jahr | Unternehmen/Institution                     | Redner                |
| ---- | ------------------------------------------- | --------------------- |
| 2012 | SAP                                         | Jim Hagemann Snabe    |
| 2012 | Salesforce                                  | JP Rangaswami         |
| 2013 | Deutsche Telekom                            | Timotheus Höttges     |
| 2013 | Liberty Global                              | Michael T. Fries      |
| 2014 | OpenLeaks                                   | Daniel Domscheit-Berg |
| 2014 | Bundesministerium für Bildung und Forschung | Johanna Wanka         |
| 2015 | HP Inc.                                     | Shane Wall            |
| 2015 | Airbnb                                      | Jeroen Merchiers      |
| 2016 | TUI AG                                      | Friedrich Joussen     |
| 2017 | Deutsche Post DHL Group                     | Frank Appel           |
| 2018 | GitHub                                      | Scott Chacon          |
| 2019 | Deutsche Telekom                            | Timotheus Höttges     |
| 2022 | Volkswagen AG                               | Herbert Diess         |

### Gründerwettbewerb: Innovators’ Pitch
Im Rahmen der hub.berlin findet seit 2014 der Gründerwettbewerb Innovators’ Pitch statt. Der Wettbewerb richtet sich an early-stage Startups in Europa und zeichnet die innovativsten Unternehmen, Technologien und Produkte in unterschiedlichen Kategorien aus. Junge Unternehmensgründerinnen und -gründer stellen ihr Geschäftsidee vor dem Publikum und einer Fachjury vor. Die Sieger des Innovators' Pitch erhalten ein Preisgeld sowie eine Startup-Mitgliedschaft im Digitalverband Bitkom. Im Jahr 2022 gewannen die Startups Psoido in der Kategorie Cybersecurity und Stargazr in der Kategorie Enterprise Analytics.